# Les Trois Mousquetaires (film, 1993)
 (janvier 2017).
Si vous disposez d'ouvrages ou d'articles de référence ou si vous connaissez des sites web de qualité traitant du thème abordé ici, merci de compléter l'article en donnant les références utiles à sa vérifiabilité et en les liant à la section « Notes et références ».
Pour les articles homonymes, voir Les Trois Mousquetaires (homonymie).
Pour plus de détails, voir Fiche technique et Distribution.
Les Trois Mousquetaires (The Three Musketeers) est un film d'aventure américain de Stephen Herek, produit par les studios Disney et sorti en 1993. Il est « très librement adapté », du roman Les Trois Mousquetaires d'Alexandre Dumas, publié en  1844.

## Synopsis
France, 1625. Suivant les traces de feu son père, D'Artagnan quitte sa Gascogne natale pour Paris, dans l'espoir de rejoindre les Mousquetaires, un groupe d'hommes ayant juré de servir et de protéger le Roi de France. D'Artagnan est poursuivi par Gérard et ses frères, qui l'accusent d'avoir bafoué l'honneur de leur sœur. Gérard a vu sa sœur embrasser D'Artagnan avant son départ. Au quartier général des Mousquetaires, le Capitaine Rochefort et les gardes du Cardinal ont démantelé les mousquetaires, sur ordre du Cardinal de Richelieu. Les Mousquetaires sont appelés à rejoindre l'infanterie pour une guerre imminente contre l'Angleterre. Les Mousquetaires protestent, car leur devoir est de protéger le Roi. Rochefort leur répond que les gardes du Cardinal prendront en charge sa protection. Pendant ce temps, les Mousquetaires rendent leur épée et brulent leur casaque en attendant de prochaines instructions. Plus tard, Rochefort informe le Cardinal que trois des Mousquetaires ont refusé de renoncer à leur devoir : Athos, Porthos et Aramis.
En route pour Paris, D'Artagnan arrête deux hommes qu'il pense être des bandits poursuivant deux demoiselles : il s'agissait en réalité de deux gardes du corps suivant la Reine Anne d'Autriche et sa dame de compagnie, Constance. Cette dernière et D'Artagnan font brièvement connaissance. Arrivé à la capitale, D'Artagnan rencontre successivement les Trois Mousquetaires, chaque rencontre s'achevant par D'Artagnan acceptant un duel pour le jour même. D'Artagnan arrive aux Ruines pour son premier duel et, à sa grande surprise, Athos, Porthos et Aramis se révèlent être des Mousquetaires. Mais avant que les duels ne commencent, le capitaine Jussac et des gardes du Cardinal arrivent avec pour ordre d'arrêter les Mousquetaires résistants. Bien que D'Artagnan lui-même ne soit pas en état d'arrestation, il se joint aux Trois Mousquetaires dans le combat qui s'ensuit, s'impliquant ainsi avec eux. Mécontents, bien qu'impressionnés, par le dévouement de D'Artagnan, les Trois Mousquetaires laissent D'Artagnan derrière eux. D'autres gardes du Cardinal, menés par Rochefort, arrivent et D'Artagnan est capturé.
Durant une tentative d'évasion, D'Artagnan parvient à écouter une conversation entre Richelieu et Milady de Winter, le Cardinal lui demandant de transmettre un traité signé au Duc de Buckingham, en Angleterre. Avant de pouvoir apercevoir l'espionne, D'Artagnan se fait repérer par Rochefort, interroger par le Cardinal, et condamner à mort pour le lendemain. Lors de l'exécution, D'Artagnan se fait sauver par Porthos et Aramis, et les trois s'enfuient dans le carrosse personnel de Richelieu, conduit par Athos. Tandis que D'Artagnan révèle les plans de Richelieu, les Trois Mousquetaires décident d'intercepter l'espionne de Richelieu afin de prouver que le Cardinal est coupable de trahison. Ils passent dans un camp militaire, mettent le feu au carrosse et l'envoient sur le camp qui saute avec la réserve de munitions, avant de monter à cheval et de chevaucher en direction de Calais. Pendant ce temps, le Cardinal envoie des messages par pigeons voyageurs à tous les chasseurs de prime sur leur route.
Le soir venu, D'Artagnan et les Trois Mousquetaires s'arrêtent à une auberge pour se reposer. Athos lui raconte l'histoire d'un comte qui était tombé amoureux d'une belle femme, mais qui, en apprenant qu'elle était condamnée à mort, l'avait trahie en le livrant aux autorités. Les quatre amis décident de se séparer lors d'un combat. Athos crée une diversion, permettant à D'Artagnan de partir intercepter l'espionne du Cardinal et le traité, mais celui-ci s'évanouit de fatigue à mi-chemin. Lorsqu'il se réveille, il a été dépouillé de ses armes, et Milady, à ses côtés, commence à le séduire. Ne sachant pas qu'elle est l'espionne, D'Artagnan lui parle de ses plans, et elle décide de le tuer, mais il la convainc de le garder en vie. Alors que Milady de Winter et sa bande essaient de fuir par bateau pour l'Angleterre, ils découvrent que Porthos et Aramis ont tué l'équipage, et un nouveau combat s'ensuit. Milady tente de s'enfuir, mais elle se fait coincer par Athos, venant d'arriver, qui la reconnait et l'appelle Sabine. Il est stupéfait de la voir, car il la croyait morte : c'était eux, le comte de son histoire et la femme qu'il avait trahie. Sabine, responsable du meurtre de son mari, Lord de Winter, se fait alors arrêter par son ex-beau-frère et condamner à mort.
Les Trois Mousquetaires mettent la main sur le traité, et apprennent que le Cardinal prévoit quelque chose pour l'anniversaire du Roi Louis XIII, mais le traité ne précise pas de quoi il s'agit. Athos tente de l'apprendre en rendant visite à Sabine dans sa cellule. Elle lui demande s'il peut empêcher son exécution, mais Athos ne le peut, et elle ne lui révèle rien. Durant l'exécution, alors que Sabine baisse la tête devant le bourreau, Athos l'arrête et supplie Sabine de le pardonner pour sa trahison. Celle-ci accepte, et murmure à Athos le plan de Richelieu, qui est d'assassiner le Roi, avant de se suicider en se jetant d'une falaise. Ayant appris le plan de Richelieu, les Trois Mousquetaires partent à la recherche de leurs camarades pour les reformer, en secret, pour la fête d'anniversaire. Richelieu et Rochefort engagent un tireur d'élite pour assassiner le Roi. Durant l'assemblée, D'Artagnan parvient à arrêter le tireur de tuer le Roi, mais le tir manque de peu sa cible et le Cardinal accuse les Mousquetaires d'être responsable de la tentative d'assassinat.
Athos, Porthos et Aramis laissent tomber leur cape, révélant leur casaque de Mousquetaire, et font face aux gardes du Cardinal. Pendant ce temps, des hommes dans la foule arrivent à leurs côtés et se révèlent être des Mousquetaires. Une bataille se déclenche entre les Mousquetaires et les gardes du Cardinal dans l'enceinte du palais. Richelieu prend le Roi et la Reine en otage et révèle son plan : il compte assassiner le Roi avec l'épée d'un Mousquetaire, leur faisant porter le chapeau, et la population, accablée de douleur, se tournera vers son guide spirituel. Il propose même à la Rein de régner à ses côtés, mais celle-ci déclare qu'elle aimerait mieux mourir, ce qu'il entend. Les Mousquetaires et les gardes du Cardinal s'engouffrent dans le palais, et Richelieu emmène le Roi et la Reine dans les donjons, au sous-sol. Aramis tente d'arrêter le Cardinal, mais Richelieu lui tire dans la poitrine avec un pistolet et se rend au passage menant aux donjons. Athos affronte Rochefort en duel, mais D'Artagnan les interrompt, désirant affronter Rochefort lui-même. Durant son duel avec D'Artagnan, Rochefort se révèle être le meurtrier de son père, et D'Artagnan, de rage, redouble d'effort pour le tuer. Rochefort se défend et parvient à désarmer D'Artagnan. Au moment où il s'apprête à lui assener le coup final, D'Artagnan se fait renvoyer son épée et parvient à tuer Rochefort en premier : D'Artagnan a enfin vengé la mort de son père. Constance pose sa main dans la sienne, et tous deux sourient.
Athos se joint à Porthos aux côtés d'Aramis, inconscient, mais alors qu'ils cherchent la blessure, Aramis se réveille soudainement, révélant que la balle a été arrêtée par son crucifix. Ils suivent Richelieu dans les donjons et se séparent pour l'empêcher de tuer le Roi et la Reine. Athos et Porthos manquent de peu le Cardinal, son bateau partant le long de la rivière souterraine. Athos révèle la preuve de la trahison de Richelieu, mais celui-ci s'en fiche. Le batelier laisse alors tomber sa cape, à la grande surprise du Cardinal : c'est Aramis. Il tente d'appréhender le Cardinal, mais le Roi l'en empêche, avant de donner un coup de poing à Richelieu, qui tombe dans la rivière.
Les Mousquetaires sont réinstaurés par le Roi. Accompagné par Athos, Aramis et Porthos, D'Artagnan se fait honorer lors d'une cérémonie, et le Roi le nomme Mousquetaire. Constance, qui est restée au côté de la Reine, se jette dans ses bras et le couple s'embrasse, impressionnant Aramis et Porthos. À l'extérieur du quartier général des Mousquetaires, Gérard et ses frères défient D'Artagnan en duel. D'Artagnan se prépare à les affronter, mais Porthos l'en empêche en lui disant que, outre le Roi et la France, les Mousquetaires se protègent également les uns les autres. D'Artagnan crie alors "Un pour tous…", et le reste des Mousquetaires répondent "Et tous pour un !". Le film se termine sur Gérard et ses frères prenant la fuite, le corps entier des Mousquetaires à leurs trousses.

## Fiche technique
Sauf mention contraire, cette fiche technique est établie à partir d'IMDb
- Titre original : The Three Musketeers
- Titre français : Les Trois Mousquetaires
- Réalisation : Stephen Herek
- Scénario : David Loughery d’après le roman d’Alexandre Dumas
- Direction artistique : Wolf Kroeger, Herta Hareiter, Richard Holland
- Décors :  Florian Brandt, Bruno Cesari
- Costumes : John Mollo
- Photographie : Dean Semler
- Son : Colin Charles, Heinz Ebner
- Montage : John F. Link
- Musique : Michael Kamen, chanson All for love interprétée par Bryan Adams, Sting et Rod Stewart
- Effets spéciaux :
  - Superviseur des effets spéciaux : David Harris
  - Technicien supérieur des effets spéciaux : Norman Baillie, Terry Glass, Steve Hamilton, Ron Hone, Peter Pickering, Richard Richtsfeld
  - Technicien d’effets spéciaux : Dave Eltham, Jude Harris, Ziad Ragheb
- Maquillage : David LeRoy Anderson (pour Charlie Sheen), Ann Materson (pour Rebecca De Mornay)
  - Chef maquilleur : Paul Engelen
  - Superviseur maquillage : Adolf Uhrmacher
  - Maquilleur adjoint : ALynda Armstrong, Michaela Payer
- Coiffure : Lisa Tomblin
  - Chef coiffeur : Colin Jamison
  - Coiffeur adjoint : Jan Jamison, Michaela Payer
- Cascades : Roy Alon, Graeme Crowther, Paul Heasman
  - Coordinateur de cascades : Paul Weston
  - Doublure pour les cascades : Jim McConnell (doublure de Kiefer Sutherland), Dan Speaker (doublure de Charlie Sheen)
- Production : Roger Birnbaum, Joe Roth
  - Producteur délégué : Jon Avnet, Jordan Kerner
  - Coproducteur : Ned Dowd, William W. Wilson III
- Sociétés de production : Walt Disney Pictures, Caravan Pictures (États-Unis), Wolfgang Odelga Filmproduktion GmbH (Autriche), Vienna Film Financing Fund (Autriche), One for All Productions (Royaume-Uni)
- Pays de production :  Autriche,  Royaume-Uni,  États-Unis
- Langue : anglais
- Format : Couleur (Technicolor)  – 35 mm (Panavision)  – 2,35:1  – Son Dolby
- Genre : Aventure, Romance, Action, Comédie, Cape et d'épée
- Durée : 105 minutes
- Dates de sortie : 
  - États-Unis : 12 novembre 1993
  - France : 2 février 1994
  - Royaume-Uni : 11 février 1994

## Distribution
- Charlie Sheen (VF : Patrick Borg) : Aramis
- Kiefer Sutherland (VF : Bernard Alane) : Athos
- Chris O'Donnell (VF : Emmanuel Curtil) : D'Artagnan
- Oliver Platt (VF : Daniel Russo) : Porthos
- Tim Curry (VF : Marcel Guido) : le cardinal de Richelieu
- Rebecca De Mornay (VF : Micky Sébastian) : Milady de Winter
- Hugh O'Conor (VF : Jérôme Berthoud) : Louis XIII
- Gabrielle Anwar (VF : Martine Irzenski)[4] : Anne d'Autriche
- Julie Delpy (VF : elle-même) : Constance Bonacieux
- Michael Wincott (VF : Michel Vigné) : le comte de Rochefort
- Paul McGann (VF : Jean-Pierre Leroux) : Girard / Jussac
- Christopher Adamson (VF : Max André) : Henri
- Philip Tan : Parker
- Herbert Fux : aubergiste
- Sebastian Eckhardt (VF : Marc Bretonnière) : Armand de Winter

## Sorties cinéma
Sauf mention contraire, les informations suivantes sont issues de l'IMDb
- États-Unis : 12 novembre 1993
- Australie : 9 décembre 1993
- Corée du Sud : 11 décembre 1993
- Suède : 17 décembre 1993
- Danemark : 25 décembre 1993
- Argentine : 6 janvier 1994
- Pologne : 7 janvier 1994
- Brésil : 21 janvier 1994
- Allemagne : 27 janvier 1994
- Portugal : 28 janvier 1994
- France : 2 février 1994
- Pays-Bas : 3 février 1994
- Royaume-Uni : 11 février 1994
- Espagne : 18 février 1994
- Italie : 25 février 1994
- Hongrie : 3 mars 1994
- Finlande : 4 mars 1994
- Japon : 5 mars 1994
- Irlande : 1er avril 1994

## Box-office
Sauf mention contraire, les informations suivantes sont issues de l'IMDb
- Budget : 30 000 000 $ (estimation)
- Recettes aux États-Unis : 53 898 845 $ (USD)

## Commentaire
Cette adaptation de Disney reste très libre et s'éloigne en de nombreux points du roman d'Alexandre Dumas. Le vol des ferrets de la reine, la liaison de celle-ci avec le Duc de Buckingham et les épisodes du siège de La Rochelle sont par exemple passés sous silence.
Mais le film se distingue surtout de l'oeuvre originale par sa façon d'aborder les personnages. En effet, D'Artagnan, si héroïque sous la plume de Dumas, est ici présenté comme un jeune homme de 18 ans qui a beaucoup à apprendre. Cette façon d'aborder le personnage principal permet de donner une plus grande envergure aux autres mousquetaires. Quant à Constance Bonacieux, le grand amour du Gascon, elle est toujours Dame de Compagnie et confidente d'Anne d'Autriche, mais, contrairement à celle du roman, elle est célibataire. De plus, à la fin du roman, elle est empoisonnée par Milady, qui est ensuite exécutée pour ce crime, alors que dans le film, Milady n'attente pas à sa vie (elle ne la rencontre même jamais) et se suicide juste après avoir révélé à Athos le projet de Richelieu de faire assassiner Louis XIII durant la fête donnée pour son anniversaire.
En parlant de Milady de Winter, celle de cette adaptation n'est pas l'antagoniste principal. Bien que séductrice, elle fait plutôt figure de victime des malversations de Richelieu que de sa propre méchanceté. La question de la responsabilité d'Athos et de sa cruauté envers Milady est également posée avec insistance dans ce long-métrage. Un questionnement qui permet d'aborder le personnage féminin le plus marquant de l'oeuvre sous un angle plus moderne.
Les victimes de cette "humanisation" de Milady ne sont autres que le Cardinal de Richelieu et le Comte de Rochefort. Le 1er est bien loin de l'homme intelligent et calculateur entrevu chez Dumas. Ici, le 1er Ministre se montre manipulateur, démesurément ambitieux, sans conscience aucune mais aussi lubrique au point de faire des avances plus que déplacées à la reine (élément bien loin d'être présent dans le livre). Cette adaptation va jusqu'à lui donner une base souterraine éclairée seulement par des torches. Atmosphère qui évoque l'Enfer et compare implicitement ce Richelieu au Diable. De même, comme dans bon nombre d'adaptations cinématographiques, Richelieu est caractérisé comme physiquement grand contrairement au personnage historique qui était un homme plutôt petit. 
Rochefort, quant à lui, qui finit par devenir l'ami de D'Artagnan dans le roman, est ici dépeint comme un mercenaire assoiffé de sang. On apprend tôt dans le film qu'il a assassiné le père du jeune homme. Âme damnée du Cardinal, il donnerait tout pour la destruction complète des Mousquetaires. Son design a probablement inspiré le personnage de Fèbre, qui sera campé par Tim Roth dans le D'Artagnan de Peter Hyams (2001) où il est l'antagoniste principal.